# ルイーゼ・ツー・メクレンブルク (1824-1859)
ルイーゼ・ツー・メクレンブルク（ドイツ語: Luise Herzogin zu Mecklenburg[-Schwerin], 1824年5月17日 - 1859年3月9日）は、ドイツ・メクレンブルク＝シュヴェリーン大公家の大公女。

## 生涯

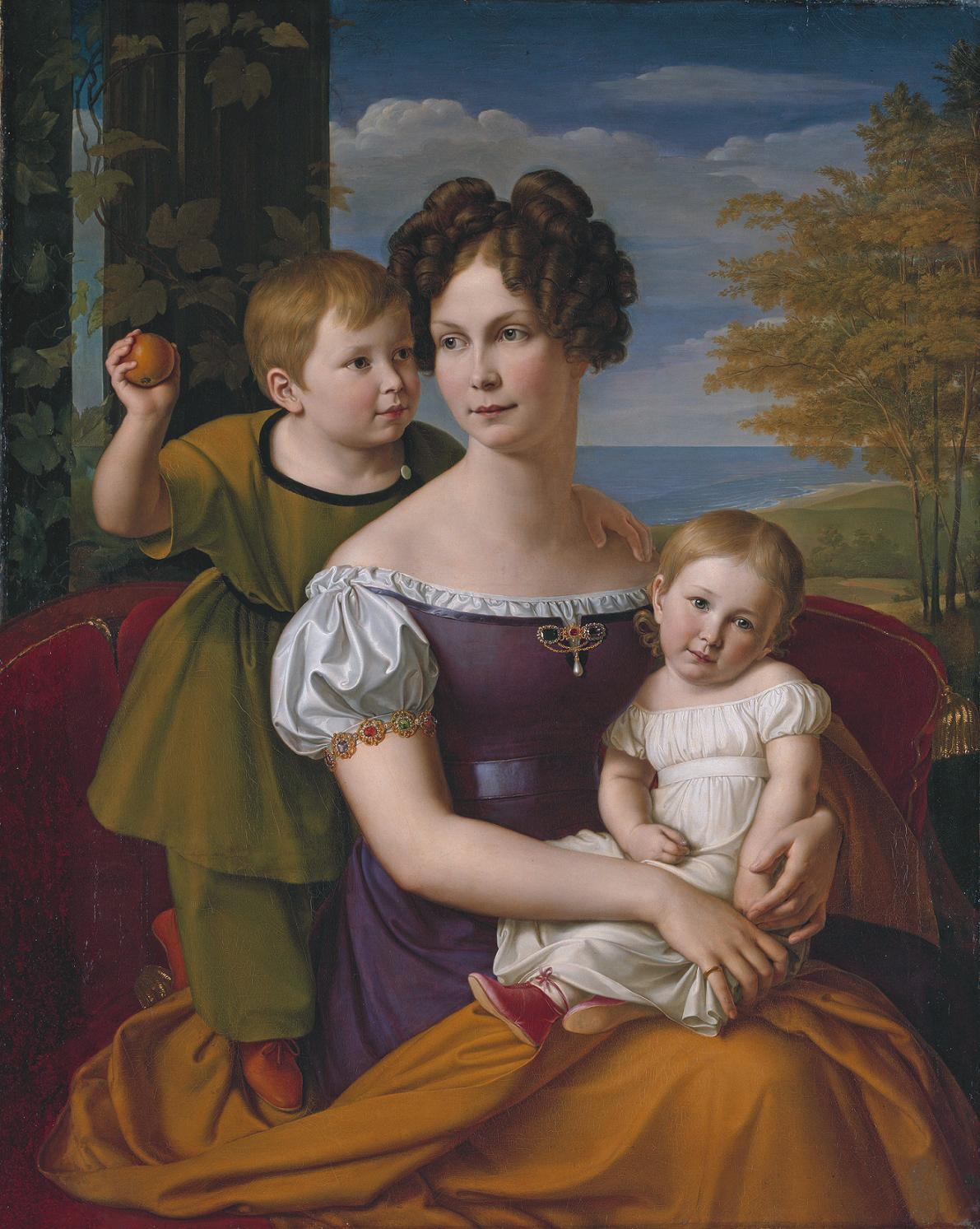
母アレクサンドリーネ、兄フリードリヒ・フランツとともに（一番右）

1824年5月17日、メクレンブルク＝シュヴェリーン大公パウル・フリードリヒと、その妻のプロイセン王女アレクサンドリーネ夫妻の間の第2子、長女としてルートヴィヒスルスト（メクレンブルク＝フォアポンメルン州ルートヴィヒスルスト郡）で生まれた。洗礼名は母方の祖母であるプロイセン王妃ルイーゼに因んでルイーゼ・マリー・ヘレーネ（Luise Marie Helene）となった。
1849年10月20日にオーストリア帝国の陸軍元帥アルフレート・ツー・ヴィンディシュ＝グレーツ侯爵の弟、ヴェーリアント・ツー・ヴィンディシュ＝グレーツ侯爵の長男フーゴー（1823年 - 1904年）と結婚した。1859年3月、ヴェネツィア滞在中に発病して急死した。葬儀は婚家の持ち城の1つ、リティヤ郊外のヴァーゲンスベルク城（Schloss Wagensberg）で行われた。婚家はカトリック信徒だったため、リュブリャーナから福音派教会の主任牧師ルートヴィヒ・テオドール・エルツェが呼ばれ、司式を取り仕切った。
夫は1867年10月9日にマティルデ・ラジヴィウ公女と再婚した。そして同月27日の父の死と同時に、弟系ヴィンディシュ＝グレーツ侯爵家の家督を継いだ。

## 子女
夫との間に4人の子女をもうけた。
- アレクサンドリーネ・マリー（1850年 - 1933年）
- オルガ・マリー・フリーデリケ（1853年 - 1934年） - 1876年、アンドレア・モチェニゴ伯爵と結婚（1878年死別）
- フーゴー・ヴェーリアント・アレクサンダー・ヴィルヘルム・アルフレート（1854年 - 1920年） - 弟系ヴィンディシュ＝グレーツ侯、1885年にアウエルスペルク侯女クリスティアーネと結婚
- マリー・ガブリエーレ・エルネスティーネ・アレクサンドラ（英語版）（1856年 - 1929年） - 考古学者、1881年にメクレンブルク公パウル・フリードリヒと結婚

なお、夫と後妻の間の3人の子はいずれも早世した。